# Dipturus grahami
Dipturus grahami es una especie de pez de la familia de los Rajidae en el orden de los Rajiformes.

## Morfología
Los machos pueden llegar a alcanzar los 62,2 cm de longitud total y las hembras 64.1.

## Reproducción
Es ovíparo y las hembras ponen huevos envueltos en una cápsula córnea.

## Hábitat
Es un pez de mar y de Clima tropical que vive entre 70-490 m de profundidad.

## Distribución geográfica
Se encuentra en Australia. 

## Observaciones
Es inofensivo para los humanos. 